# Himeros (cràter)
Himeros és el major cràter d'impacte present sobre la superfície de l'asteroide (433) Eros del tipus Amor (433) Eros, situat amb el sistema de coordenades planetocèntriques a -3.7 ° de latitud nord i 62.7 ° de longitud est. Fa un diàmetre de 1.7 km. El nom va ser fet oficial per la UAI l'any 2003 i fa referència a Hímer, acompanyant d'Afrodita de la mitologia grega, personificació de la luxúria i el desig sexual, un dels ajudants d'Eros en la mitologia grega.

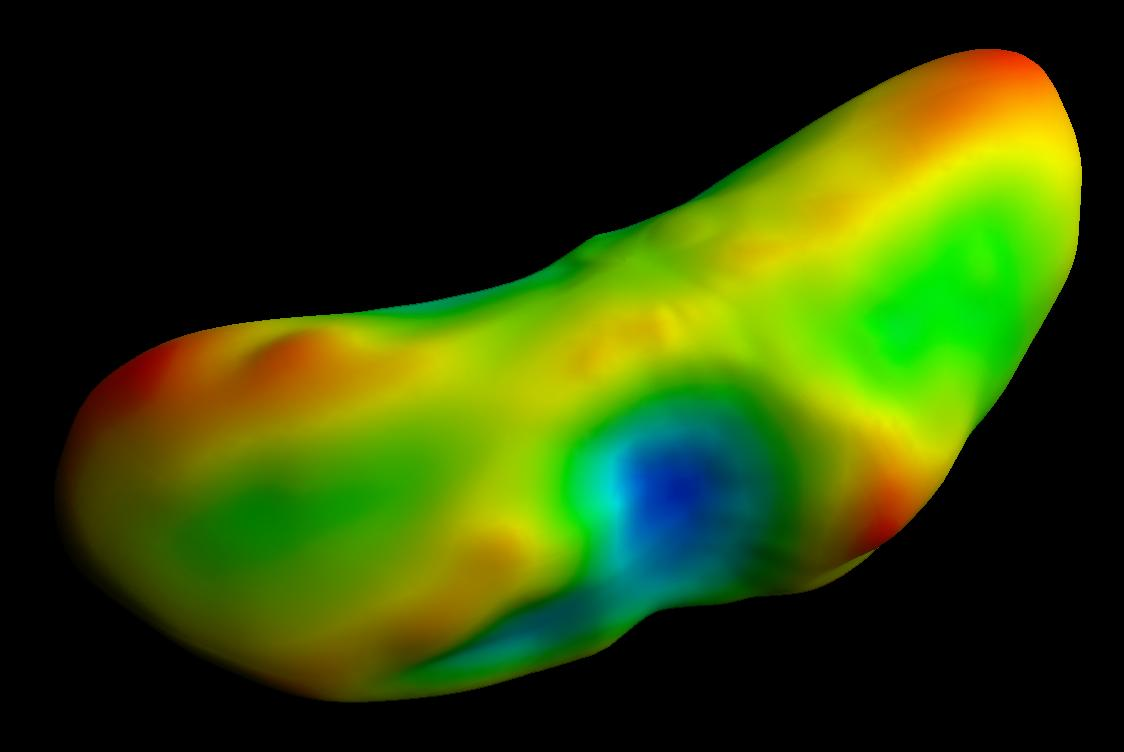
Mapa topogràfic d'Eros. El cràter Himeros és la gran depressió en blau visible a la imatge.